# Quercus crispula
Quercus crispula, comunament conegut com a mizunara del japonès, és una espècie de roure que pertany a la família de les fagàcies i està dins de la secció dels roures blancs.
També se'l coneix com a Quercus mongolica var. crispula, de vegades ha estat considerat una varietat de Quercus mongolica, i està molt distribuït al nord-est asiàtic.

## Descripció
Quercus crispula és un arbre caducifoli de fulla ampla, que pot assolir fins als 35 m d'alçada. Les fulles són de color verd mat i presenten serrats afilats (contorns dentats) més ondulats que un roure típic. Les flors fan uns 5 cm de longitud i floreixen entre maig i juny. Les glans maduren a la tardor.

## Distribució i hàbitat
Quercus crispula creix de manera natural des de les muntanyes del Japó fins a la zona subalpina. Prefereix un clima més fred que els estretament relacionats Quercus serrata i Quercus acutissima. Junt amb el faig, és una de les espècies arbòries principals del bosc de fulla caduca de fulla ampla al Japó, que prefereix llocs lleugerament més lluminositat que els faigs.

## Ús
Quercus crispula és més conegut fora del Japó pel seu ús en bótes per envellir el whisky japonès i escocès. Ha rebut prestigi internacional com un material que pot obtenir un sabor delicat completament diferent a les bótes de roure. El duramen és de color marró opac, amb excel·lent manejabilitat, coloració, alta resistència, i sensació sòlida.
La fusta s'utilitza en mobles de gamma alta, materials de construcció i bótes d'alcohol. En particular, es va considerar que les varietats Hokkaido eren de bona qualitat, i es van anomenar roure japonès i es van exportar i van guanyar protagonisme.
També s'han popularitzat d'ençà el segle XX per al cultiu de bolets xiitake.
Durant el període Jōmon, va ser important com a aliment conservat per a l'hivern a la part oriental del Japó. Es menjava als pobles de muntanya fins fa poc, però ara rarament es menja. Les glans de Quercus crispula contenen tanins astringents i no es poden menjar tal com són, sinó que s'han de processar perquè siguin comestibles..

## Taxonomia
Quercus crispula va ser descrita per Carl Ludwig von Blume i publicat a Museum Botanicum 1(19): 298–299, a l'any 1850.
Etimologia
Quercus: nom genèric del llatí que designava igualment al roure i a l'alzina.
crispula: epítet llatí que significa "ondulat, arrissat".
Sinonimia
- Quercus mongolica subsp. crispula (Blume) Menitsky[2]
- Quercus mongolica var. crispula (Blume) H. Ohashi[2]
- Quercus crispula var. grosseserrata (Blume)[4][5]
- Quercus crispula var. horikawae H.Ohba[4][5]
- Quercus crispula var. manshurica Koidz.[4][5]
- Quercus crispula var. sachalinensis Koidz.[4][5]
- Quercus crispula f. fastigiata V.V.Byalt & Firsov[4]

## Imatges relacionades
|         |        |       |       |                  |
| Escorça | Fulles | Flors | Fruit | Fulles de tardor |